# ウスマン・ヌルマゴメドフ
ウスマン・ヌルマゴメドフ（ロシア語: Усман Нурмагомедов、アヴァル語: Гӏусман НурмухӀамадов、英語: Usman Nurmagomedov、1998年4月17日 - ）は、ロシアの男性総合格闘家。ダゲスタン共和国キジリュルト出身。イーグルスMMA/アメリカン・キックボクシング・アカデミー所属。現Bellator世界ライト級王者。

## 来歴
ロシアのダゲスタン共和国キジリュルトで生まれ、兄ウマルの影響で幼少期からフリースタイルレスリング、ムエタイを始めた。マハチカラへ移住後は、叔父のアブドゥルマナプ・ヌルマゴメドフのもとで、ハビブ・ヌルマゴメドフやイスラム・マカチェフらと一緒に格闘技のトレーニングに励んだ。
2016年、プロ総合格闘技デビュー。ロシアの団体を主戦場に11戦全勝の戦績を収める。

### Bellator
2021年4月2日、Bellator初参戦となったBellator 255でマイク・ハメルと対戦し、3-0の判定勝ち。

#### Bellator世界王座獲得
2022年11月18日、Bellator 288のBellator世界ライト級タイトルマッチで王者パトリッキー・ピットブルに挑戦。多彩な蹴り技で試合をコントロールし、グラウンドでも優勢に立って3-0の5R判定勝ちを収め、王座獲得に成功した。
2023年3月10日、Bellator 292のBellatorライト級ワールドグランプリ1回戦として行われたBellator世界ライト級タイトルマッチで、ライト級ランキング3位の挑戦者ベン・ヘンダーソンと対戦。開始早々に右ブラジリアンキックでダウンを奪い、リアネイキドチョークで1R一本勝ち。王座の初防衛に成功し、グランプリ準決勝進出を果たした。
2023年10月7日、Bellator 300のBellatorライト級ワールドグランプリ準決勝として行われたBellator世界ライト級タイトルマッチで、ライト級ランキング4位の挑戦者ブレント・プリムスと対戦し、3-0の5R判定勝ち。2度目の王座防衛に成功し、グランプリ決勝進出を果たした。その後、10月6日に実施された薬物検査で、ヌルマゴメドフから禁止薬物の陽性反応が検出されたことが発表され、カリフォルニア州アスレチック・コミッション（CSAC）はヌルマゴメドフに6カ月間の出場停止処分と5万ドルの罰金を科し、試合の裁定もノーコンテストに変更されたが、禁止薬物の摂取が故意でないと判断されたため王座剥奪は免れた。ヌルマゴメドフは陽性反応の原因が医師からの処方薬に由来するものだとする証拠をコミッションに提出し、試合前に治療使用免除（TUE）をカリフォルニア州アスレチック・コミッションに申請していなかったため、事後に改めて申請したが却下された。
2024年9月7日、Bellator Champions Series 4のBellator世界ライト級タイトルマッチで挑戦者アレクサンドル・シャブリーと対戦し、3-0の5R判定勝ち。2度目の王座防衛に成功した。
2025年1月25日、PFL Champions Series 1のBellator世界ライト級タイトルマッチで挑戦者ポール・ヒューズと対戦。3Rにローブローで1ポイント減点されたものの、フルラウンドに渡る接戦を制して2-0の5R判定勝ち。3度目の王座防衛に成功した。

## 人物・エピソード
- 同じく総合格闘家でUFCへ参戦しているウマル・ヌルマゴメドフは実兄。また、元UFC世界ライト級王者のハビブ・ヌルマゴメドフは従兄弟であり、別の従兄弟アブバカル・ヌルマゴメドフも総合格闘家である。

## 戦績
| 総合格闘技 戦績 | 総合格闘技 戦績 | 総合格闘技 戦績 | 総合格闘技 戦績 | 総合格闘技 戦績 | 総合格闘技 戦績 | 総合格闘技 戦績 |
| --------------- | --------------- | --------------- | --------------- | --------------- | --------------- | --------------- |
| 20 試合         | (T)KO           | 一本            | 判定            | その他          | 引き分け        | 無効試合        |
| 19 勝           | 8               | 6               | 5               | 0               | 0               | 1               |
| 0 敗            | 0               | 0               | 0               | 0               | 0               | 1               |

| 勝敗 | 対戦相手                     | 試合結果                                       | 大会名 | 開催年月日     |
|      | ポール・ヒューズ             | 試合前                                         | PFL Champions Series: Road to Dubai 【PFL世界ライト級王座決定戦】                                                       | 2025年10月3日  |
| ○    | ポール・ヒューズ             | 5分5R終了 判定2-0                              | PFL Champions Series 1: Nurmagomedov vs. Hughes 【Bellator世界ライト級タイトルマッチ】                                  | 2025年1月25日  |
| ○    | アレクサンドル・シャブリー   | 5分5R終了 判定3-0                              | Bellator Champions Series 4: Nurmagomedov vs. Shabliy 【Bellator世界ライト級タイトルマッチ】                            | 2024年9月7日   |
| －   | ブレント・プリムス           | ノーコンテスト（ヌルマゴメドフの薬物検査失格） | Bellator 300: Nurmagomedov vs. Primus 【Bellator世界ライト級タイトルマッチ/Bellatorライト級ワールドグランプリ準決勝】   | 2023年10月7日  |
| ○    | ベン・ヘンダーソン           | 1R 2:37 リアネイキドチョーク                   | Bellator 292: Nurmagomedov vs. Henderson 【Bellator世界ライト級タイトルマッチ/Bellatorライト級ワールドグランプリ1回戦】 | 2023年3月10日  |
| ○    | パトリッキー・ピットブル     | 5分5R終了 判定3-0                              | Bellator 288: Nemkov vs. Anderson 2 【Bellator世界ライト級タイトルマッチ】                                              | 2022年11月18日 |
| ○    | クリス・ゴンザレス           | 1R 2:54 ギロチンチョーク                       | Bellator 283: Lima vs. Jackson                                                                                          | 2022年7月22日  |
| ○    | パトリック・ピエティラ       | 1R 4:06 リアネイキドチョーク                   | Bellator 269: Fedor vs. Johnson                                                                                         | 2021年10月23日 |
| ○    | マニー・ムロ                 | 1R 3:30 TKO（ボディへの左膝蹴り→パウンド）     | Bellator 263: Pitbull vs. McKee                                                                                         | 2021年7月31日  |
| ○    | マイク・ハメル               | 5分3R終了 判定3-0                              | Bellator 255: Pitbull vs. Sanchez 2                                                                                     | 2021年4月2日   |
| ○    | スヴャトスラフ・シャバノフ   | 2R 3:37 TKO（レフェリーストップ）              | FNG & GFC | 2020年9月9日   |
| ○    | ジェリー・クバーンストロム   | 1R 2:39 TKO（パウンド）                        | UAE Warriors 12 | 2020年7月31日  |
| ○    | ルスラン・ツヤコフ           | 2R 2:03 TKO（膝蹴り連打）                      | GFC 24 | 2020年2月9日   |
| ○    | ロマン・ゴロヴィノフ         | 1R 1:45 TKO（パウンド）                        | UAE Warriors 9 | 2019年11月29日 |
| ○    | カジム・ジャハンギロフ       | 2R 1:10 ギロチンチョーク                       | GFC 17 | 2019年9月27日  |
| ○    | ルスラン・ヒサムジノフ       | 5分3R終了 判定3-0                              | GFC 15 | 2019年7月28日  |
| ○    | ガブリエル・バルボサ         | 1R 3:14 TKO（パウンド）                        | GFC 11 | 2019年5月3日   |
| ○    | ロメオ・エンジア             | 1R 4:48 リアネイキドチョーク                   | Battle on Volga 9 | 2019年2月17日  |
| ○    | 森山壱成                     | 1R 4:25 TKO（パウンド）                        | Brave CF 21 | 2018年12月28日 |
| ○    | ドミトリー・ベレストフスキー | 1R 5:00 TKO（ドクターストップ）                | Battle on Volga 8 | 2018年12月14日 |
| ○    | イムラン・アブディエフ       | 1R 1:51 腕ひしぎ十字固め                       | MPF: Young Talents Cup 2017                                                                                             | 2017年12月26日 |

## 獲得タイトル
- 第10代Bellator世界ライト級王座（2022年）